# S.A.R.S. (glazbeni festival)
S.A.R.S.(Sinjski amaterski rock susret), hrvatski glazbeno-pivski festival. Okuplja najbolje od regionalne glazbe i craft piva. Festival je alternativne kulture koji udruga S.K.U.P. (Sinjski kulturni urbani pokret) u Sinju organizira svake godine krajem srpnja. Održava se od 2003. godine. Među lokacijama na kojima se održavao je bivša vojarna Ivaniša Nelipića / Tadije Anušića. Ideja o festivalu rodila se je 2003. godine. Susret tada još nije imao niti osobine niti naslov festivala. Realiziran je na inicijativu mladih Sinjana koji su smatrali kako grad polako, ali sigurno, tone u društvenu i kulturnu atrofiju.

## Vanjske poveznice
- Twitter
- Instagram